# La Esperanza, San Juan Lalana
La Esperanza är en ort i Mexiko.   Den ligger i kommunen San Juan Lalana och delstaten Oaxaca, i den sydöstra delen av landet, 400 km sydost om huvudstaden Mexico City. La Esperanza ligger 183 meter över havet och antalet invånare är 695.
Terrängen runt La Esperanza är kuperad västerut, men österut är den platt. Runt La Esperanza är det glesbefolkat, med 12 invånare per kvadratkilometer. Närmaste större samhälle är Ignacio Zaragoza, 13,7 km väster om La Esperanza. I omgivningarna runt La Esperanza växer huvudsakligen savannskog.